# 생존의지
생존의지 (Will to live, 독일어: Wille zum Leben ) 란 독일 철학자 아르투어 쇼펜하우어가 발전시킨 철학용어이다.  생존의지 또는 삶에의 의지란 '지식이 없이 비이성적이고 맹목적인 끊임없는 충동'을 말하며 본능적 행동을 야기시키고, 인간의 존재에 대한 끊임없이 지칠줄 모르게 추구하도록 만든다.
죽음을 직면한 경험을 한 많은 사람들에게 생존의지가 그들의 생존할 수 있는 직접적인 원인이 되었다고 말해진다.  죽고자 하는 의지와 생존의지의 차이가 자살의 유일한 위험 요소이다.

## 같이 보기
- 집단 지성
- 코나투스
- 죽음 충동
- 투쟁-도피 반응
- 학습된 무기력
- 자기방어
- 권력 의지